# Finnish Metal Expo
Le Finnish Metal Expo est un festival de metal et une cérémonie de récompenses (les Finnish Metal Awards) ayant lieu tous les ans à Helsinki depuis 2005.

## Récompenses

### 2005
- Meilleur groupe: Sentenced
- Meilleur album: The Funeral Album (Sentenced)
- Meilleur événement musical: Tuska Open Air Metal Festival
- Meilleur chanteur: Antti Hyyrynen (Stam1na)
- Meilleur musicien: Alexi Laiho (Children of Bodom)
- Meilleur reporter: Teemu Suominen (Radio City)
- Meilleur artwork de couverture: The Funeral Album (Sentenced)
- Meilleurs sites officiels: Mokoma
- Meilleur jeune groupe de l'année: Stam1na
- Prix "Hämärä" (ou de l' "univers obscur"): Sauna Open Air Metal Festival
- Rautakanki (meilleure réalisation metal de l'année): Nightwish-résolution négociée d'un problème au sein d'un groupe.

### 2006
- CD de l'année: Kuoleman laulukunnaat (Mokoma)
- Groupe de l'année: Children of Bodom
- Espoir de l'année: Profane Omen
- Artwork de l'année: Kuoleman laulukunnaat (Mokoma)
- Musicien de l'année: Kai Hahto
- Chanteur de l'année: Marco Hietala
- Réalisation de l'année: Pommiradio
- Meilleur parcours musical: Klaus Flaming

## Programmation

### 2007
Amon Amarth, April, Battlelore, Before the Dawn, Brother Fire Tribe, Cyan Velvet Project, Coldworker, DragonForce, Insomnium, Misery Inc., Moonsorrow, Suburban Tribe, Tacere, Turmion Kätilöt.